# متلازمة شاركو ويلبراند

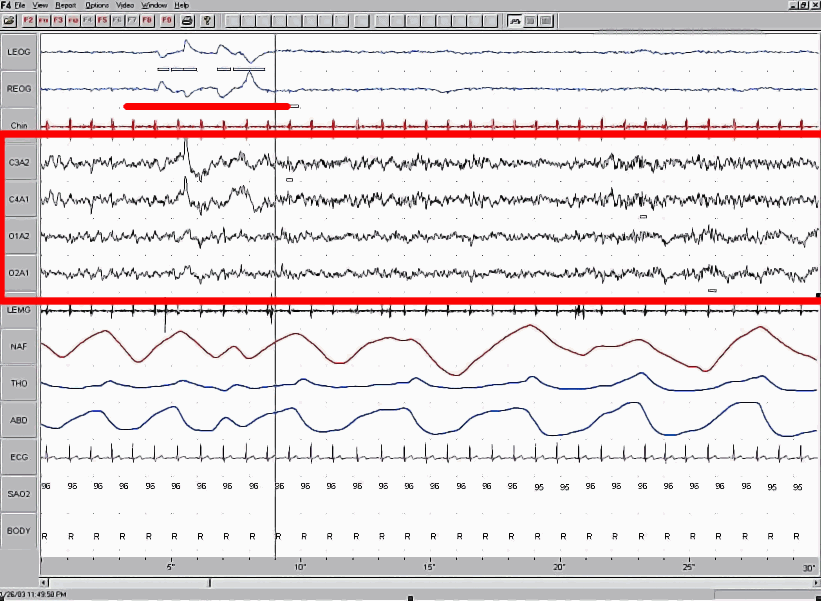
هذه لقطة شاشة لسجل تخطيط النوم (30 ثانية) يمثل نوم حركة العين السريعة. يبرز مخطط كهربية الدماغ بالمربع الأحمر. حركات العين المميزة بخط أحمر.

متلازمة شاركو ويلبراند تصف فقدان القدرة على رؤية الأحلام بعد تلف الدماغ البؤري الذي يتميز بالعمه الإبصاري وفقدان القدرة على استرجاع الصور ذهنيًا أو «تخيلها». يعود اسم هذه الحالة إلى دراسة الحالة التي أجراها جان مارتن شاركو وهيرمان ويلبراند، وقد وصفها أوتو بوتزل لأول مرة بأنها «عمى ذهني مع اضطراب في الخيال البصري». لخص ماكدونالد كريتشيلي، الرئيس السابق للاتحاد العالمي لطب الجهاز العصبي، متلازمة شاركو ويلبراند مؤخرًا بقوله «يفقد المريض القدرة على استرجاع الصور المرئية أو الذكريات، بالإضافة إلى ذلك، يتوقف عن الحلم أثناء ساعات نومه». هذه الحالة نادرة جدًا ولا تؤثر إلا على عدد قليل من مرضى تلف الدماغ. قد تساعد الدراسات الإضافية في إلقاء الضوء على المسار العصبي لتكوين الأحلام.

## تاريخ

### جان مارتن شاركو
في عام 1883، صادف جان مارتن شاركو مريضًا كان يعاني من خثار الشريان المخي الخلفي غالبًا (لم يؤكد بالتشريح) وفقد القدرة على استرجاع صور أحلامه بوعي بعيد الاستيقاظ. استطاع هذا المريض أن يبلغ عن أحلامه بالكلمات، لكنه فقد القدرة على تذكر أي صور، تُسمى هذه الحالة عدم القدرة على تذكر الصور، وأصبحت مركز دراسة حالة شاركو. تكمن مساهمته في صياغة المتلازمة في عدم القدرة على تصور الأحلام ولا تعني غيابها التام، بل حالة عامة من فقدان الذاكرة البصري.

### هيرمان ويلبراند
في عام 1887، كان هيرمان ويلبراند يدرس حالة أنثى مسنة مصابة بخثار الشريان المخي الخلفي ثنائي الجانب. أظهرت هذه المريضة عجزًا تامًا عن الحلم مقرونًا بعدم القدرة على التعرف على الأماكن المألوفة، وهي حالة عُرفت مؤخرًا بالعمه الطبوغرافي. بالإضافة إلى ذلك، لوحظ وجود حالة تعرف باسم عمى تعرف الوجوه، أو عدم القدرة على التعرف على الوجوه المألوفة لدى المريض. تتمحور مساهمة ويلبراند حول العجز التام عن رؤية الأحلام مع وجود العمه كونه حالة جانبية محتملة. 

## أعراض

### التصنيف التقليدي
من خلال الجمع بين الدراسات الأولية، تركزت الأعراض التقليدية لمتلازمة شاركو ويلبراند على عدم القدرة على تذكر الصور، وعمه تعرف الوجوه، والعمه الطبوغرافي. مع ذلك، نظرًا للاختلافات الكبيرة في ملاحظات عمل حالة شاركو وويلبراند، أسفرت المتلازمة عن فقدان الأحلام بالكامل، سواء كان ذلك بسبب عدم قدرة الدماغ المعزولة على تشكيل الصور أثناء النوم كما أشار شاركو، أو فقدان القدرة على تشكيل الأحلام كما أشار ويلبراند. أدى ذلك إلى تسمية متغيرات شاركو وويلبراند، والتي تتوافق إما مع فقدان صور الأحلام وعدم القدرة على تذكر الصور أو التوقف الكامل لتجربة الحلم الذي غالبًا ما يقترن بالعمه.

### التصنيف الحديث
حديثًا، صب التركيز على نوع الإصابة وتحليل نوم حركة العين السريعة المتعلق بمتلازمة شاركو ويلبراند. يوجد تعريف طبي أكثر حداثة لمتلازمة شاركو ويلبراند بأنها «فقدان القدرة على استرجاع الصور المرئية أو الذكريات وفقدان القدرة على رؤية الأحلام». أُجري تقييم حالة في عام 2004 لامرأة تبلغ من العمر 74 عامًا عانت من احتشاء حاد ثنائي الجانب في الشريان القذالي، جعلها غير قادرة على رؤية الأحلام لمدة 3 أشهر، هدف إلى إجراء اختبار تخطيط للنوم بالمشاركة مع تقرير أحلام المريضة لتحديد هيكلية النوم أو نمط مراحل النوم الخاص بها، واسترجاع الأحلام اللاحق. تسمح هذه التقنيات بتحديد الارتباطات بين الجدول الزمني الفسيولوجي للأحلام أثناء نوم حركة العين السريعة وقدرة المريض على تذكر الأحلام لمقارنتها عن كثب.